# Leo Parthé
Leopold Parthé (* 15. November 1917 in Wien; † 1. Mai 2014 ebenda) war ein österreichischer Schriftsteller und Liedtexter, besonders auch des Wienerliedes.

## Leben
Leo Parthé schreibt Prosa, Kabarett, Liedtext und komponiert auch manchmal. Für Rundfunk und Fernsehen schreibt er Aphorismen, Kurzgeschichten und Witze. Seit 1955 schreibt er für die Radiosendung Das Traummännlein kommt, und war an der Produktion der dazugehörigen Tonkassetten und Bücher beteiligt. Für die Kindersendung Am dam des schrieb er die Musik und adaptierte den Text des Vorspanns und produzierte wiederum Tonkassetten. Auch bei der Kindersendung Augen auf! Ohren auf! Helmi ist da! war er beteiligt.
Seine Liedtexte werden unter anderem von der Gruppe den Mayrhofner, Horst Chmela und dem Duo Czapek gesungen. 1964 und 1965 schrieb er Beiträge für das Konkurs Sopot Festival und saß auch in der Jury. Sein Lied „Austria ist nicht Australia“, welches das bekannte Problem der Verwechslung beider Länder behandelt (so wird manchmal Post falsch versendet), wurde von seinem Freund Johann Mathis vertont und interpretiert vom Kaiserwald-Echo Ende 2006 zu einem Hit in Australien und wurde von vielen Rundfunkstationen gespielt und in Wunschkonzerten verlangt. In Österreich ist es nahezu unbekannt. Die Idee dazu war ihm schon ein paar Jahre zuvor gekommen, aber die Umsetzung dauerte. Des Weiteren schrieb er eine Serie von sieben Liedern über Josefine Mutzenbacher.
Parthé gab 1989 die Sammlung Die schönsten und bekanntesten Wienerlieder heraus, die bis 2006 in sechs Auflagen erschienen ist. Das Taschenbuch enthält etwa 100 Liedtexte und zu jedem die Noten der ersten Refrainzeile. Es enthält auch ein Wörterbuch Wienerisch-Hochdeutsch und eine „kleine Chronik des Wienerliedes“. Weiters veröffentlichte er zwei Bände mit Witzen und einen Band mit Glückwunschsprüchen. In den Jahren 1991, 1993, 1995 und 1998 arbeitete er an der Anthologie „Aus der Feder von …“ mit, ebenso 2003 an der Frankfurter Bibliothek. Beiträge von ihm erschienen in der Kronen Zeitung und der ganzen Woche.
Leo Parthé war von 1968 bis 1999 Vizepräsident des Verbandes österreichischer Textautoren (VOET) und von 1980 bis 1990 Vorstandsmitglied der Gesellschaft der Autoren, Komponisten und Musikverleger.
Im Jahre 1960 erhielt er den ersten Preis in der europäischen Radiosendung Musik kennt keine Grenzen. Er ist Träger einer Ehrenmedaille des Hauses des Humors und der Satire in Gabrowo (Bulgarien).
Leo Parthé lernte Karel Gott noch vor seiner Karriere kennen. Er suchte einen Interpreten für seine Lieder und stieß auf den tschechisch singenden Gott. Als Parthé Gott auf Schallplatten hörte, war er von ihm begeistert und nahm ihn mit nach Wien, wo Gott eine Woche lang bei Parthé wohnte. Sie wurden bei verschiedenen Plattenfirmen vorstellig, die aber alle ablehnten. Danach ging Gott nach Deutschland, wo er sofort einen Plattenvertrag bekam. Ein gemeinsames Lied kam nie zustande, aber sie blieben in Kontakt.
Er lebte in Wien-Leopoldstadt.

## Liedtexte (Auswahl)
Die Jahreszahlen sind Ausgaben bei Musikverlagen. Es können vorher schon andere Arrangements veröffentlicht worden sein.
| Jahr | Titel                                                                    | Textdichter                       | Komposition                           | Interpret(en)                                                 |
| ---- | ------------------------------------------------------------------------ | --------------------------------- | ------------------------------------- | ------------------------------------------------------------- |
| 1942 | Häuserl am Roan! (Beim Häuserl am Roan) (Marschlied)                     | Leo Parthé                        | Hans Totzauer                         |                                                               |
| 1947 | Liebling, Du machst dumme Witze (Fox)                                    | Leo Parthé                        | Hans Neroth Joe Stupin                |                                                               |
| 1947 | Himmelsmusik zieht durch meine Träume (Slowfox)                          | Leo Parthé                        | Hans Totzauer                         |                                                               |
| 1947 | Mein Schatz, ich bin kein Neger (Swing-Fox)                              | Leo Parthé                        | Hans Totzauer                         |                                                               |
| 1951 | Setz’ mir keinen Floh ins Ohr! (Slowfox)                                 | Leo Parthé                        | Hans Kaszubski Hans Weiner-Dillmann   |                                                               |
| 1952 | Die rote Lola (Die rote Lola, das ist im Tanzen der Clou) (Foxtrott)     | Leo Parthé                        | Johann Georg Schiessl                 |                                                               |
| 1953 | Ich hab kein Gut, ich hab kein Geld (Foxtrott)                           | Leo Parthé                        | Josef Georg Schiessl                  |                                                               |
| 1961 | Doodle-Yankee-Doodle                                                     | Leo Parthé                        | Al Barry                              | Gerda Nord                                                    |
| 1964 | Blumenfest in Taormina                                                   | Leo Parthé                        | Aurey Barsan Otto Toldi               | Roland Pitt für Österreich beim Konkurs Sopot Festival        |
| 1965 | Allez monsieur                                                           | Leo Parthé                        | Georg Luksch                          | Ina Caronne für Liechtenstein beim Konkurs Sopot Festival     |
| 1965 | Du … (Du mein Darling, nur du)                                           | Georg Luksch Rudolf Luksch        | Georg Luksch Rudolf Luksch Leo Parthé |                                                               |
| 1965 | Festival der Herzen                                                      | Leo Parthé                        | Georg Luksch                          | Wolf Aurich für Österr. beim Konkurs Sopot Festival           |
| 1966 | Du weißt alles besser! (Wienerlied u. Polka)                             | Eidherr Johann                    | Heinz Heinrich Hauptmann Leo Parthé   |                                                               |
| 1975 | Am dam des (Lied)                                                        | Adaptiert von Leo Parthé          | Leo Parthé                            |                                                               |
| 1980 | Ich kommʹ mir vor wie ein Muselmann (weil ich die Liebe jetzt verfluche) | Leo Parthé Ryszard Sielicki u. a. |                                       |                                                               |
| 1980 | Alfredo, Fredo : ole, die Picadores, ole, Toreador!                      | Leo Parthé                        | Ryszard Sielicki                      |                                                               |
| 1982 | Herz-Walzer (Sag mir jeden Tag)                                          | Leo Parthé Franz Eleven           | Georg Luksch                          |                                                               |
| 1982 | Romeo                                                                    | Hans Neroth                       |                                       | Marion Soremba                                                |
| 1987 | Am dam des (Lied: „… alle Kinder spielen es …“ ohne „pumperness“)        | Adaptiert von Leo Parthé          | Leo Parthé                            |                                                               |
| 2000 | Po-Po-Polka                                                              | Leo Parthé                        | Georg Luksch                          |                                                               |
| -    | A Mannsbild und a Frauenzimmer (Zwa alte Leut)                           | Leo Parthé                        | Horst Chmela                          | Horst Chmela                                                  |
| -    | A Weanaliadl-Notenbüchel                                                 | Leo Parthé                        | Horst Chmela                          | Horst Chmela                                                  |
| -    | Allerweil i und warum net die andern                                     | Leo Parthé Paul Löwinger          | Bruno Hauer                           |                                                               |
| -    | Alter Bandelkramer                                                       |                                   | Leo Parthé Georg Luksch               | Hernalserbuam                                                 |
| -    | Austria ist nicht Australia                                              | Leo Parthé                        | Johann Mathis                         | Kaiserwald-Echo                                               |
| -    | Blume im Regen                                                           | Leo Parthé                        | Walter Oberbrandacher                 |                                                               |
| -    | Der Schrammelbaron                                                       | Leo Parthé                        | Hilde Schödl Richard Czapek           | Duo Czapek                                                    |
| -    | Der Tag ist grau (lgs. Walzer)                                           | Leo Parthé                        | Georg Luksch                          |                                                               |
| -    | Des is a Weda                                                            | Leo Parthé Georg Luksch           | Georg Luksch Leo Parthé               |                                                               |
| -    | Du machst kan Stich bei aner Jungen                                      | Leo Parthé                        | Hans Lang                             |                                                               |
| -    | Glückstränen (Du hast vor Glück geweint)                                 | Leo Parthé                        | Aurey Barsan Otto Toldi               |                                                               |
| -    | I grüaß euch alle                                                        | Leo Parthé                        | Joe Hans Wirtl                        | Charly Mayrhofer                                              |
| -    | I hob an Papagei                                                         | Leo Parthé                        | Horst Chmela                          | Heinz Frieß                                                   |
| -    | I hab ka Ahnengalerie                                                    | Leo Parthé                        | Richard Czapek Hilde Schödl           | Duo Czapek Harry Steiner                                      |
| -    | Ich möcht die Mutzenbacher sein (und 6 weitere Mutzenbacher-Lieder)      | Leo Parthé Georg Luksch           | Georg Luksch Leo Parthé               |                                                               |
| -    | Ich möchte die Mutzenbacher sein                                         | Leo Parthé                        | Julia Träutner                        |                                                               |
| -    | Im Traumbücherl steht… (Walzer)                                          | Leo Parthé                        | Bruno Hauer                           | Karl Loubé mit seinen Solisten (Erni Bieler, Rudi Hofstetter) |
| -    | In der Bauerndiscothek                                                   | Leo Parthé                        | Erwin Aschenwald sen.                 | Die Mayrhofner                                                |
| -    | Kinder kommts nach Österreich                                            | Leo Parthé                        | Willi Keuschnigg                      | Hans Ecker & seine Freunde                                    |
| -    | Kinder, seid ihr alle da                                                 | Leo Parthé                        | Leo Parthé                            |                                                               |
| -    | Kinder wir haun jetzt der Welt ein Loch                                  | Leo Parthé                        | Anton Elsner                          |                                                               |
| -    | Laß ma’s Radl renna…                                                     | Leo Parthé                        | Hilde Schödl Richard Czapek           | Duo Czapek                                                    |
| -    | Mir gehts hint und vorn net zsamm                                        | Leo Parthé                        | Hans Eidherr Heinz Heinrich Hauptmann | Wondra & Zwickl                                               |
| -    | Vernagelt is’ die Welt mit Bretter                                       | Leo Parthé                        | Franz Grohner                         | Walter Heider                                                 |
| -    | Was nützt uns denn im Leben                                              | Leo Parthé                        | Johann Mathis                         |                                                               |
| -    | Weil i verliebt in d’Wienermusi bin                                      | Leo Parthé Richard Czapek         | Richard Czapek Leo Parthé             | Edith & Karl Dworak Pepi Wichart-Schrammeln                   |

## Bücher
- Das kleine Lachkabarett. Lustiges und Heiteres (Band 318 von Perlen-Reihe), Verlag Pechan, Wien – München – Zürich 1976.
- Wir gratulieren! Heitere und besinnliche Glückwünsche für alle festlichen Anlässe (Band 320 von Perlen-Reihe), 1. Ausg. Verlag Perlen-Reihe, Wien 1980; 2. Ausg.: 1986, 5. Ausg.: 1995, 6. veränd. Ausg.: 1998.
- (Hrsg.), Christine Hellmann, Brigitte Hellmann (Autoren): Helmi (Band 627/5 von Perlen-Reihe), Verlag Perlen-Reihe, Wien 1988, ISBN 3-85223-193-0.
- (Hg.), Reinhilde Becker (Ill. ab 4. Aufl.): Die schönsten und bekanntesten Wienerlieder (Band 1015 von Perlen-Reihe), Verlag Perlen-Reihe / Deuticke im Paul Zsolnay Verlag, Wien, 1989–2006: 6 Auflagen (1. Aufl.: 1989, ISBN 3-85223-210-4, 2. Aufl.: 1989, 4., völlig neu bearb. und mit Ill. vers. Aufl.: 1998, ISBN 3-85223-411-5, 5. Aufl.: 2006, ISBN 3-552-06045-6 & ISBN 3-85223-411-5).
- (Hg.): Das Buch der Witze, 3. Aufl. 1989.[1]